# Ноћно купање
Ноћно купање (енгл. Night Swim) амерички је хорор филм из 2024. Режију и сценарио потписује Брајс Макгвајер, а темељи се на истоименом кратком филму Макгвајера и Рода Блекхерста. Прати породицу чији је базен у дворишту уклет.
Објављен је 5. јануара 2024. у биоскопима у САД, односно 4. јануара исте године у Србији.

## Радња
Године 1992. једна девојчица једне ноћи уђе у свој породични базен да узме натраг играчку бродић који припада њеном терминално болесном брату. Док покушава да узме бродић, нешто у базену повуче је у воду.
У садашњости, породица Волер - Реј, Ив и деца Изи и Елиот - у потрази је за новим, сталним местом становања након што је Реј био принуђен да оконча своју бејзбол каријеру због болести. Они купе бившу кућу породице Фулер. Реј огребе руку чистећи базен у стражњем делу дворишта. Када служба за одржавање базена дође да га прегледа, они открију да је базен у суштини самоодржавајући, који се водом снабдева из оближњег подземног извора.
Како проводи више времена у базену као саставни део његове терапије, Рејева болест наизглед почне да се повлачи. Међутим, Ив постане забринута због промена које види код свог мужа. Изи и Елиота понаособ нападне нешто у базену, а породична мачка нестане. Током журке у базену, њихова агенткиња за некретнине исприча Ив да се ћерка Фулерових, Ребека, удавила у базену недуго пре него што Реј наизглед повуче једно дете у воду и умало се удави, мада је то приписано нуспојави његове болести.
Ушавши у траг породици Фулер након сазнања да кућа има дуг историјат нестанака, Ив се сретне са Кеј, Ребекином мајком. Кеј објасни да је вода која сада одржава базен некада била саставни део исцељујућег извора, али да би се вода употребила, неко други мора да јој буде жртвован; Кеј је била натерана да жртвује Ребеку базенском ентитету ради излечења болести њеног сина Томија. Ив је престрављена схвативши да базен сада исцељује Реја, али да ће узети једно од деце као жртву.
Ив се врати у кућу и затекне Реја директно контролисаног од стране ентитета, који зароби Елиота у базену и покуша да убије Изи. Ив покуша да спасе свог сина док се Изи сукоби са ентитетом који је посео њеног оца, напослетку насрнувши на њега бејзбол палицом. Ив успева да узме онесвешћеног Елиота, а Ребекин дух одведе је до површине базена. Натраг у дворишту, Изин насртај и Елиотово стање помогну Реју да поврати самоконтролу. Да би спречио да ентитет нападне његову децу, Реј му жртвује самог себе.
Одлучивши да остану у кући како више нико не би пао жртвом ентитета, Ив, Изи и Елиот затрпају базен земљом, не би ли спречили да се тако нешто икад више догоди.

## Улоге
| Глумац        | Улога       |
| ------------- | ----------- |
| Вајат Расел   | Реј Волер   |
| Кери Кондон   | Ив Волер    |
| Амели Хеферле | Изи Волер   |
| Гавин Ворен   | Елиот Волер |